# Francesco Barbieri (libertaire)
Pour les articles homonymes, voir Francesco Barbieri et Barbieri.
Francesco Barbieri, né le 14 décembre 1895 à Briatico (Calabre) et mort en compagnie de Camillo Berneri dans la nuit du 5 au 6 mai 1937 à Barcelone en Espagne probablement assassiné par des staliniens du Parti socialiste unifié de Catalogne,, est un militant communiste libertaire italien.

## Biographie
Après l'arrivée au pouvoir du fascisme en Italie, il émigre en Argentine avant de rejoindre le Brésil.
Expulsé vers l'Italie pour y être jugé, il parvient à s'enfuir et gagner la France, d'où il est expulsé, comme il le sera également de Suisse, puis d'Espagne.

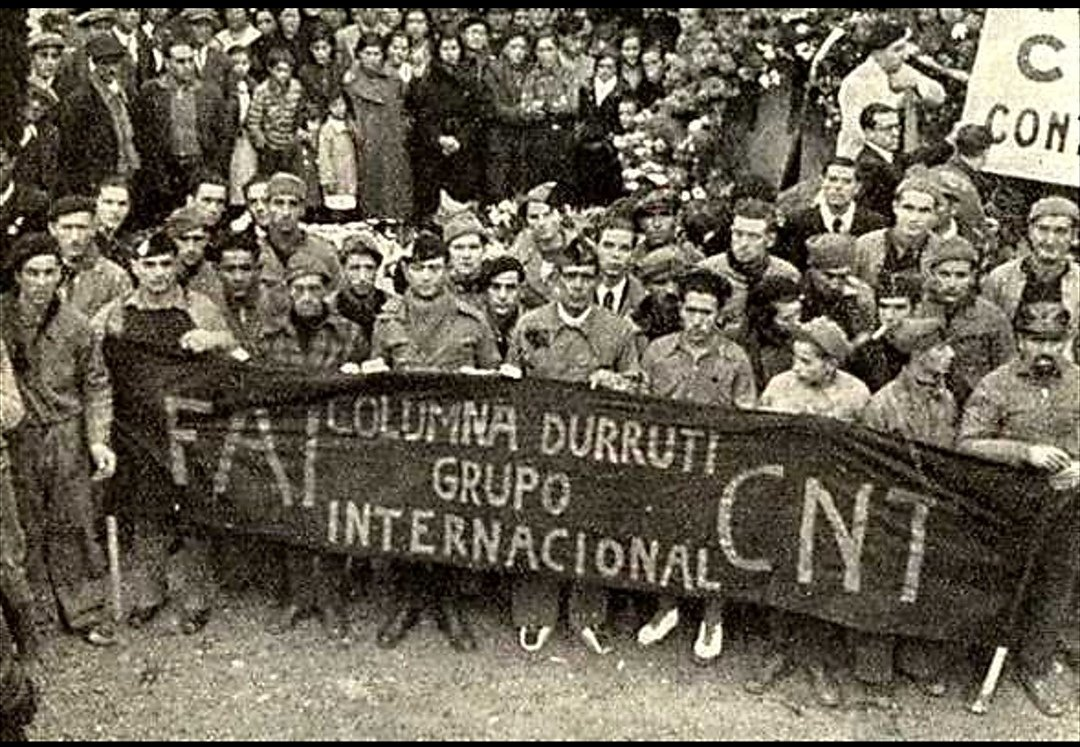
Le Groupe International de la Colonne Durruti à l’enterrement de Buenaventura Durruti à Barcelone, le 23 novembre 1936.

Le 25 juillet 1936, il retourne en Espagne, à Barcelone, et rejoint le groupe « Malatesta » de la colonne Durruti en liaison avec les militants de la Confédération nationale du travail. Il prend part aux combats sur le front de Huesca.
Diego Abad de Santillán en parle en ces termes : « Dans leur grande majorité, les antifascistes italiens qui s’étaient rendus à Barcelone provenaient de tous les secteurs du mouvement anarchiste [...] Répartis dans différents hôtels de la ville, ils vivaient, émus, enivrés, la résurrection spirituelle d’un passage soudain de la vie d’exilés pourchassés à celle de nouveaux citoyens d’une capitale de la révolution, encore empreinte de l’atmosphère ardente des formidables combats de rue. [...] Les anarchistes non inscrits au « Groupe International » de la Colonne Durruti penchaient pour la constitution d’une colonne strictement anarchiste et désiraient partir immédiatement. L’impossibilité d’obtenir tout de suite des armes contrariait leur projet. Mais ils avaient déjà prévu de s’enrôler dans les milices confédérales ».
Le 5 mai 1937, se trouvant à Barcelone en raison d'une maladie, il est arrêté par la police aux ordres des communistes. On retrouve son corps criblé de balles le lendemain avec celui de Camillo Berneri,.

## Sources et notices
- A/Rivista Anarchica : articles en ligne.
- Dictionnaire international des militants anarchistes : notice biographique.
- L'Éphéméride anarchiste : notice biographique.
- (es) Fondation Pierre Besnard : notice biographique.
- (it) Dizionario biografico degli anarchici italiani, volume II, Pisa, BFS Edizioni, 2004,  (ISBN 88-86389-87-6), notice éditeur, lire en ligne.